# Konversation (IRC-Client)
Konversation ist ein freier grafischer IRC-Client, der auf der KDE-Plattform aufbaut.

## Funktionen
Konversation ermöglicht mehrere simultane Verbindungen zu IRC-Servern (wahlweise mit SSL und/oder IPv6). Darüber hinaus unterstützt Konversation eine Blowfish-Verschlüsselung. Das Programm kann automatisch erkennen, ob in einem Chat UTF-8 verwendet wird und unterstützt diese Kodierung vollständig. Es kann mehrere Identitäten verwalten, so dass man für unterschiedliche Server ggf. unterschiedliche Einstellungen verwenden kann.
Weitere Funktionen sind ein On-Screen-Display, Lesezeichen für Server und Channels sowie DCC-Verbindungen.
Konversation basiert auf kdebase und integriert sich daher optimal in die KDE Oberfläche. Benutzer, die viel mit der Kommandozeile arbeiten und viel chatten, können Konsole in einem Tab dieses IRC-Clients laufen lassen. Chatpartner können mit Einträgen im KAddressbook verknüpft werden. Dadurch wird dann das in KDE global für einen Kontakt festgelegte Bild auch in Konversation angezeigt. KDE wiederum zeigt dann an verschiedenen Stellen an, ob der betreffende Kontakt derzeit im Chat verfügbar ist, z. B. wenn eine E-Mail von ihm mit KMail angezeigt wird.
Durch die Nutzung von KDE Input/Output (KIO) können mittels DCC Dateien an einem Chatpartner versendet werden. Auf gleiche Weise ist der Zugriff auf FTP-, SSH- und viele weitere Dienste möglich.
Über Shellskripte und D-Bus lassen sich der Funktionsumfang von Konversation erweitern und Programmfunktionen in automatisierte Abläufe integrieren. Beispielsweise wäre es denkbar, mit Hilfe eines solchen Skripts, bei Auftreten eines Alarms in der Terminverwaltung KOrganizer automatisch eine Nachricht in einen bestimmten Channel schicken zu lassen.

Eine Skript-Funktionalität wie z. B. bei irssi ist jedoch noch nicht möglich.